# Тешки митраљез
Тешки митраљез (енгл. Heavy machine gun), аутоматско оружје великог калибра (модерна дефиниција) или велике тежине (традиционално), тако да се може користити само на постољу или возилу.

## Дефиниција

### Традиционална дефиниција
До Другог светског рата, тешким митраљезом називани су сви митраљези сувише тешки да би их носио и послуживао само један војник. Тешким митраљезима се гађало са постоља (троножац, лафет, возило) и захтевали су посаду од више људи.

### Великокалибарски митраљези
Од Другог светског рата, тешким митраљезом се називају великокалибарски митраљези, калибра 11-20 мм (најчешће 12,7 мм). Намењени су за дејство специјалним врстама зрна (противоклопно, запаљиво) против лако оклопљених возила и авиона. По намени, могу бити пешадијски (монтирани на постољу), противавионски (монтирани на возилима), тенковски, на оклопним возилима, авионски и бродски.

### Тешки пешадијски митраљези
Пешадијски малокалибарски митраљези (калибра 6,5-8 мм) деле се на тешке и лаке, али су истог калибра. Тешки митраљези имају масу од 37 до 65 кг, обично се користе са постоља (масе око 25 кг), а неки имају и штитове. Имају домет 1.000-2.500 м, а користе се против груписаних живих циљева.